# Wiktor Kemula

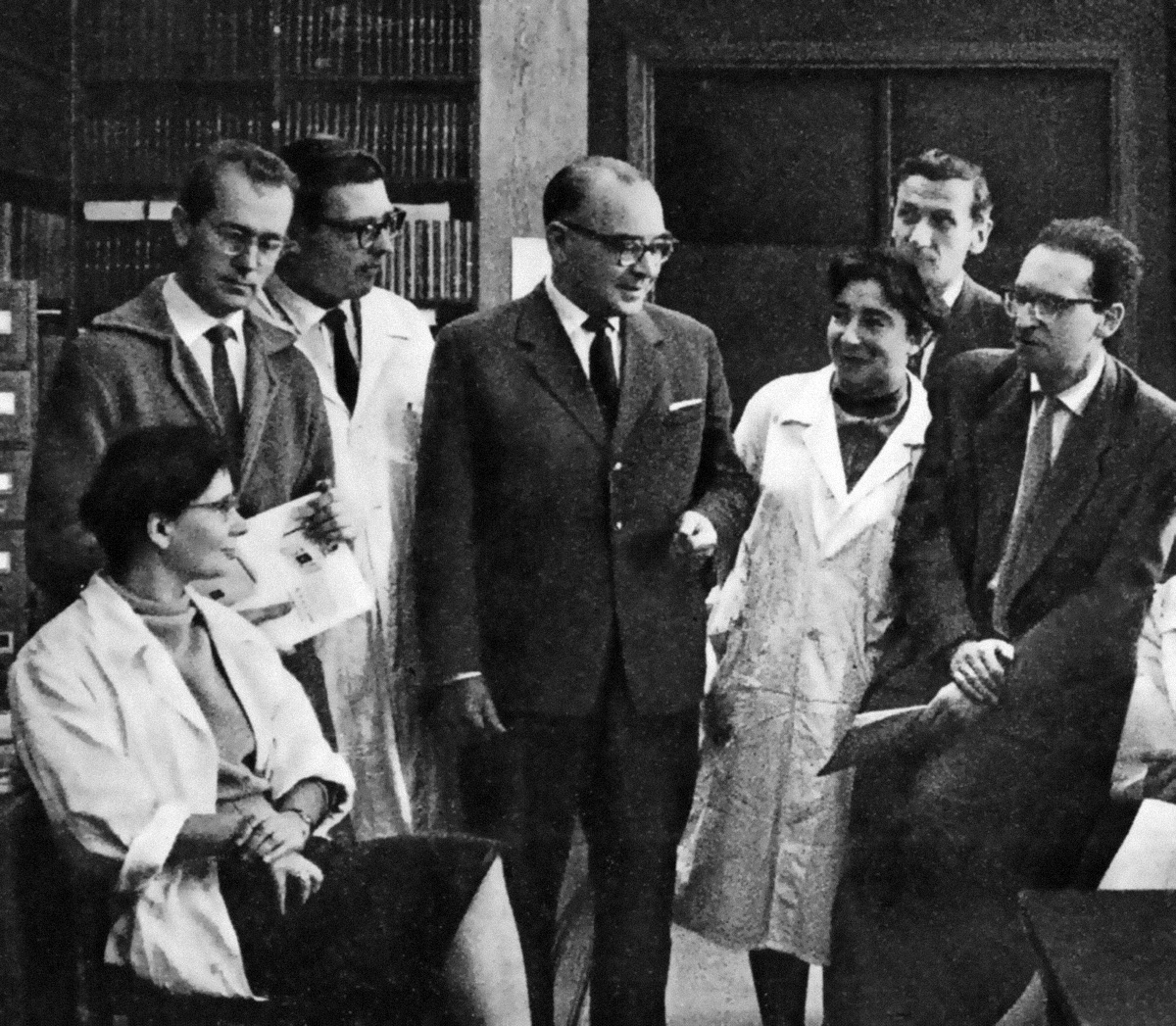
Prof. Kemula im Kreise seiner Mitarbeiter, 1963

Wiktor Kemula (* 6. November 1902 in Ismajil; † 17. Oktober 1985 in Warschau) war ein polnischer Chemiker und Begründer der polnischen Schule der Polarographie.
Geboren wurde er in einer polnischen Familie in der Stadt Ismajil in der Donau-Delta unweit des Schwarzen Meeres. In früher Jugend verlor er beide Eltern. Trotzdem bestand er das Abitur mit Auszeichnung und dank des Stipendiums begann er 1921 das Chemie-Studium an der Lemberger Jan-Kazimierz-Universität. Mit 25 Jahren wurde er Doktor der Chemiewissenschaften. 
1929–1930 verbrachte er in Prag bei Professor Jaroslav Heyrovský an der Karls-Universität, dann in Leipzig bei den Professoren Peter Debye und Fritz Weigert (1876–1947). 
Im Jahr 1936 wurde er zum Lehrstuhl für Physikalische Chemie an der Lemberger Universität berufen. Im gleichen Jahr wurde er zum Mitglied der Lemberger Wissenschaftsgesellschaft gewählt.
Während der Nazi-Besetzung Lembergs war er in einer Lebensmittelfabrik angestellt. 
Am 1. Juli 1945 wurde er zum Professor an der Warschauer Universität berufen. 1955 wurde er zum Vorsitzenden der Polnischen Chemischen Gesellschaft gewählt. Ab 1952 wurde er Mitglied der Polnischen Akademie der Wissenschaften (PAN). Im Jahr 1960 wurde er zum Mitglied der Leopoldina gewählt. 1968 ging er in den Ruhestand. 1981–1985 war er Vorsitzender der Warschauer Wissenschaftsgesellschaft. Am 1. Dezember 1982 wurde er mit der Ehrendoktorwürde der Warschauer Universität ausgezeichnet. 
Wiktor Kemula war Erfinder der Elektrode mit dem hängenden Quecksilbertropfen (hanging mercury drop electrode – HMDE). Er hat damit zur Entwicklung der Elektroanalytischen Chemie, insbesondere Polarographie, beigetragen. 
Kemula war Musikliebhaber und betrieb aktiv Kammermusik. Er starb während eines Konzerts in der Warschauer Kreuzkirche.

## Werke
- Stanisław Tołłoczko, Wiktor Kemula: Chemia nieorganiczna z zasadami chemii ogólnej, Państwowe Wydawnictwo Naukowe, Warszawa, 1954, 1964, 1966, 1970